# Secernentea
Secernentea là lớp chính của Nematoda. Giống như tất cả giun tròn, chúng không có hệ thống tuần hoàn hoặc hô hấp.

## Hệ thống học
Phân lớp và bộ của Secernentea là:
- Phân lớp Rhabditia (paraphyletic?)
  - Rhabditida
  - Strongylida
- Phân lớp Spiruria
  - Ascaridida
  - Camallanida (đôi khi bao gồm trong Spirurida)
  - Drilonematida (đôi khi bao gồm trong Spirurida)
  - Oxyurida (= Rhabdiasida)
  - Rhigonematida (trước đây là trong Tylenchia)
  - Spirurida
- Phân lớp Diplogasteria (có thể thuộc về Rhabditia)
  - Diplogasterida
- Phân lớp Tylenchia (có thể thuộc về Rhabditia)
  - Aphelenchida
  - Tylenchida

## Hình ảnh

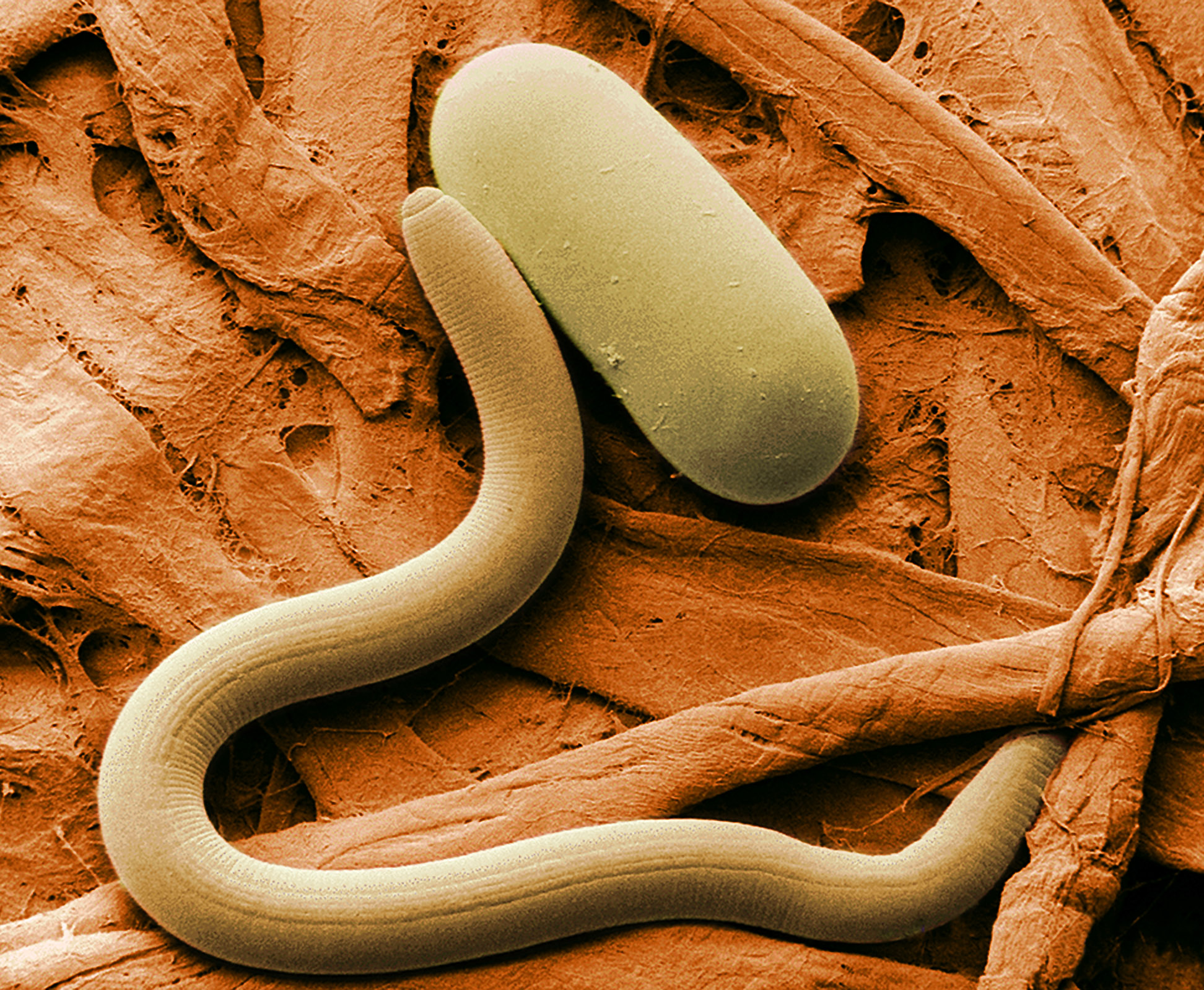
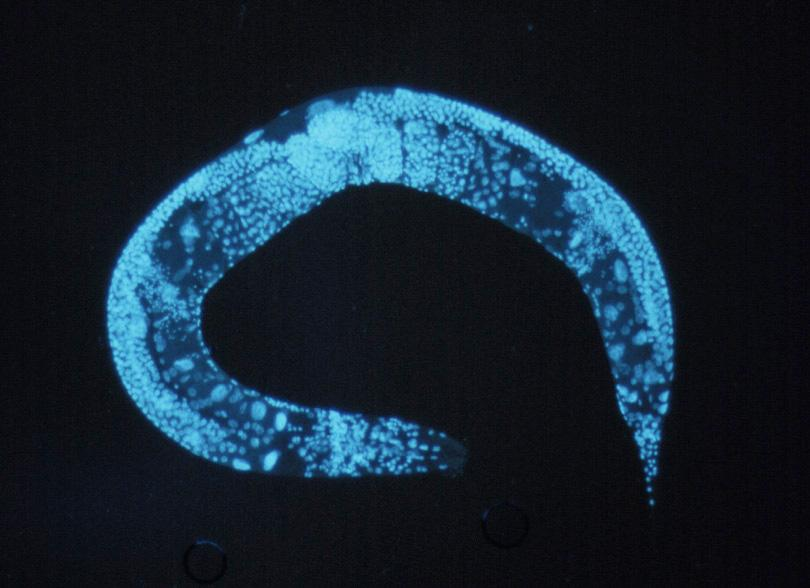